# Francine Hérail
Francine Hérail, née le 17 septembre 1929 à Rabat et morte le 4 avril 2024 à Asnières-sur-Seine,, est une historienne française spécialiste du Japon. 

## Biographie
Ancienne pensionnaire à la Maison franco-japonaise de Tôkyô, elle fut professeur à l’Institut national des langues et civilisations orientales jusqu’en 1981, puis directeur d’études à l’École pratique des hautes études (IVe section, chaire d'histoire et philologie japonaises) jusqu’en 1998.

## Publications

### Livres
- Yodo no tsukai ou le système des Quatre Envoyés, Bulletin de la Maison franco-japonaise, tome VIII, no  2, Paris, Presses universitaires de France, 1966, 215 p.
- Histoire du Japon des origines à Meiji, Paris, Publications orientalistes de France, 1986, 462 p.  (ISBN 978-2716902380).
- Fonctions et fonctionnaires japonais au début du XIe siècle, Paris, Publications orientalistes de France, 1977, 2 tomes, 930 p., réédition sous le titre La Cour et l’Administration du Japon à l’époque de Heian, Droz, 2006, 793 p. (ASIN B005KQ3I1M).
- Bibliographie japonaise, Paris, Publications orientalistes de France, 1986, 334 p.
- Notes journalières de Fujiwara no Michinaga (995-1018), traduction du Midô kanpakuki, Genève et Paris, Droz, 1987, 1988 et 1991, (tome 1 : 640 p. ; tome 2 : 782 p. ; tome 3 : 772 p.).
- Poèmes de Fujiwara no Michinaga, ministre à la cour de Heian (995-1018), traduction, Genève et Paris, Librairie Droz, 1993, 133 p. (ASIN B000LV4EAA).
- Fujiwara no Sukefusa, notes de l’hiver 1039, traduction des 10e et 12e mois de 1039 du Shunki, Paris, Le Promeneur, 1994, 133 p.  (ISBN 978-2070738151).
- La Cour du Japon à l’époque de Heian, aux Xe et XIe siècles, Paris, Hachette, 1995, 268 p.  (ISBN 2-01-235147-6)
- Emperor and Aristocracy in Heian Japan: 10th and 11th centuries, 2013, 330 p.  (ISBN 978-1492262824).
- Notes journalières de Fujiwara no Sukefusa, traduction du Shunki, tome premier, Hautes études orientales, 35 et 1, Genève et Paris, Librairie Droz, 2001, 752 p.  (ISBN 9782600006491) ; tome deuxième, Hautes études orientales, 37, Extrême-Orient, 3, Genève et Paris, Droz, 2004, 798 p.  (ISBN 978-2600008969).
- Gouverneurs de province de guerriers dans les Histoires qui sont maintenant du passé, Konjaku monogatarishû, traduction et commentaires, Bibliothèque de l’Institut des hautes études japonaises, Collège de France, Paris, 2004, 197 p.  (ISBN 978-2913217102).
- Recueil de décrets de trois ères méthodiquement classés, traduction et commentaire du Ruiju sandai kyaku, livres 8 à 20, École Pratique des Hautes Études, Sciences historiques et philologiques, Hautes Études Orientales, et livres 1 à 7, Hautes Études Orientales, Genève, Droz, 2008 (811 p.) et 2011 (779 p.).
- Fujiwara no Akihira. Notes sur de nouveaux divertissements comiques, texte traduit et annoté, coll. « Bibliothèque chinoise », Les Belles Lettres, 2014, 370 p.  (ISBN 978-2251100098).
- Un fonctionnaire lettré Miyoshi no Kiyoyuki (847-918) en son temps, Paris : Collège de France, 2016[3].

### Direction d’un ouvrage collectif
- Histoire du Japon, coll. « Histoire des nations », Le Coteau, Horvath, 1990, 631 p.  (ISBN 978-2717107043).

### Articles et contributions à des ouvrages collectifs
- « Un lettré à la cour de l’empereur Ichijô, Ôe no Masahira », dans Mélanges offerts à M. Charles Haguenauer, Institut des hautes études japonaises, Paris, L’Asiathèque, 1980, p. 361-387.
- « Le Japon ancien, échec d’une bureaucratie », dans François Bloch-Lainé et Gilbert Etienne (éd.), Servir l’État, Paris, Éditions de l’École des hautes études en sciences sociales, 1987, p. 61-81.
- « Réapparition du serment dans le Japon médiéval », dans R. Verdier (éd.), Le Serment, Paris, Éditions du CNRS, 1991, p. 175-190.
- « Arai Hakuseki, interprète de l’Âge des divinités » et « Comment lire les anciens textes historiques », traduction de l’avant-propos du Koshitsū, dans Cipango, cahiers d’études japonaises, Paris, Publications Langues’O, février 1993, p. 165-189.
- Une succession difficile au XIe siècle (d’après le Shunki), dans Mélanges offerts à M. le professeur Sieffert, numéro hors série de Cipango, cahiers d’études japonaises, Paris, Publications Langues’O, 1994, p. 383-397.
- « De quelques incidents entre la cour et le clergé d’Ise au XIe siècle », dans Estudos japoneses, Revista do centro de estudos japonese da Universidade de Sao Paulo, 1994, p. 15-41.
- « Période ancienne, la dérive aristocratique d’un régime bureaucratique », dans J. F. Sabouret (éd.), L’État du Japon, Paris, La Découverte, 1995, p. 84-86.
- « La Cour, la Montagne et le Temple », dans Le Vase de béryl. Études sur le Japon et la Chine en hommage à Bernard Frank, Arles, Picquier, 1997, p. 327-336.
- « Lire et écrire dans le Japon ancien », dans Paroles à dire, Paroles à écrire, sous la direction de V. Alleton, Paris, Éditions de l’École des hautes études en sciences sociales, 1997, p. 253-274.
- « Eugène Mermet et Kurimoto Jo.un dans la période finale du bakufu des Tokugawa », dans Procès-verbaux et Mémoires, années 1996-1997, Académie des Sciences, Belles-Lettres et Arts de Besançon et de Franche-Comté, vol. 192, Besançon, 1998, p. 43-61.
- « De la lecture des notes journalières », dans Japon pluriel, Actes du troisième colloque de la Société française des études japonaises, Arles, Picquier, 1999, p. 15-42.
- « La cour de Heian à travers le Shunki de Fujiwara no Sukefusa », dans Ebisu, no  27, automne-hiver 2001, p. 45-68.
- « Quelques caractères des célébrations du Japon au cours du XIe siècle, dans Cahiers Kubaba. Rites et célébrations, tome IV, vol. 2, 2002, p. 39-58.
- « La Fête de Kamo », dans La Fête, de la transgression à l’intégration, éd. M. Mazoyer et al., coll. « Kubaba », Paris, L’Harmattan, 2004, p. 29-45.
- Au sujet de l’apprentissage de la lecture de documents historiques, dans Actes du deuxième colloque d’études japonaises de l’Université Marc Bloch, Centre européen d’études japonaises d’Alsace, Strasbourg, 2004, p. 7-23.
- La législation pénale à l’époque de Heian, autour de la « somme juridique », Hossô shiyôshô, dans Revue d’Études japonaises du CEEJA Benkyôkai, Publications orientalistes de France, Centre européen d’études japonaises d’Alsace, Département d’études japonaises de l’Université Marc Bloch de Strasbourg, 2005, p. 45-78.
- De la place et du rôle des gouverneurs de provinces à l’apogée de l’époque de Heian, dans Cipango Cahiers d’études japonaises. Autour du Genji monogatari, numéro hors-série, 2008, p. 291-354.
- Dans la législation japonaise des VIIIe et IXe siècles, dans Ebisu, Maison franco-japonaise de Tôkyô, no  18, automne-hiver 2007, p. 105-130.
- Quelques remarques au sujet du Recueil de décrets de trois ères méthodiquement classés, dans Études japonaises, textes et contextes. Commémoration du 50e anniversaire de la fondation de l’Institut des hautes études japonaises, Collège de France, Paris 2011, p. 119-135.

#### En japonais
- 読史余論における政と権について, in 宮崎道雄, 新井白石時代考察, 東京, 吉川弘文館, 1985, p. 199-219.
- 海外の日本研究 6、フランス, dans 日本の美術, 1987.
- 平安時代の貴族社会における作文, in 国際日本文学研究集会会議録 (Conférence pour la 20e international conference on japanese literature (1996), 東京、国文学研究資料館, p. 192-211.
- 貴族たち官僚たち、日本古代史断章 (traduction d’articles divers en français), 東京、平凡社, 1997, 285 p.
- 日記の翻訳による平安時代史の紹介について, in 前時代日本の史料遺産プロジエクト、研究集会報告集 2000,、東京大学　史料編纂所, p. 122-128.
- 日記からみた平安時代の社会、山片蟠桃賞の軌跡, 1992-2002、大阪府, p. 17-29.

## Prix
- Prix d'Aumale 1988.
- Prix Paul-Michel Perret 2011.